# Furcula integra
Furcula integra är en fjärilsart som beskrevs av Stephens 1828. Furcula integra ingår i släktet Furcula och familjen tandspinnare. Inga underarter finns listade i Catalogue of Life.